# Małgorzata Rozenek-Majdan
Małgorzata Anna Rozenek-Majdan z domu Kostrzewska (ur. 1 czerwca 1978 w Warszawie) – polska prezenterka telewizyjna, celebrytka, pisarka, aktorka niezawodowa, osobowość telewizyjna i działaczka społeczna. Z wykształcenia prawniczka.

## Rodzina i edukacja
Jest córką Zofii i Stanisława Kostrzewskich. Jej ojciec jest ekonomistą związanym z Prawem i Sprawiedliwością. Wychowała się wraz ze starszym o pięć lat bratem Michałem, który jest tancerzem baletowym.
W 1997, w wieku 19 lat, ukończyła Szkołę Baletową w Łodzi.
W 2004 została absolwentką Wydziału Prawa i Administracji Uniwersytetu Warszawskiego z pracą magisterską pt. „Treść i charakter prawny majątkowy między małżonkami” napisaną pod opieką prof. dr. hab. Krzysztofa Pietrzykowskiego. Następnie podjęła studia doktoranckie.

## Kariera w mediach
W 2007 wystąpiła gościnnie w programie Zacisze gwiazd na antenie TVP. Występowała jako gość w programach Polsat Café: Kobieta Cafe (2010) i Zrozumieć kobietę (2012).

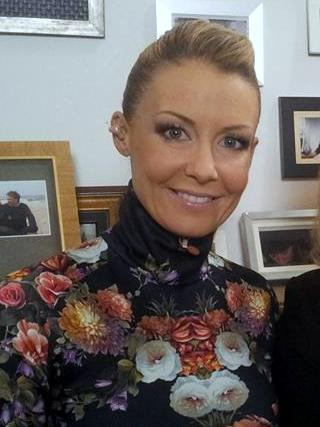
Rozenek-Majdan (2014)

Od 2012 jest związana zawodowo z Grupą TVN. W latach 2012–2014 prowadziła program Perfekcyjna pani domu, a na kanwie programu wydała (nakładem Wydawnictwa Pascal) kilka poradników: Perfekcyjna pani domu. Poradnik (2013), Perfekcyjny ogród. Poradnik (2014), Perfekcyjny rok z perfekcyjną panią domu (2014),  Jak dbać o siebie perfekcyjnie (2015), Perfekcyjny organizer (2016), Perfekcyjne maniery (2016) i Perfekcyjny ślub (2017).
Kontynuuje współpracę z TVN jako: jurorka w reality show Bitwa o dom (2013–2014), uczestniczka (wraz z Radosławem Majdanem) programów typu reality show: Azja Express (2016) i Iron Majdan (2018), prowadząca programy: Piekielny hotel (2015) i Projekt Lady (2016–2021), współprowadząca Dzień dobry TVN (2022–2023) oraz gościnnie modelka i jurorka w programie Project Runway (2014, 2015). W 2024 roku była uczestniczką programu Pokonaj mnie, jeśli potrafisz emitowanego na antenie TVN.
Prowadziła również programy realizowane dla TVN Style: W dobrym stylu (2016), Warsztat urody (2018) i Poczuj się jak Małgosia Rozenek (2019) oraz była bohaterką programu Rozenek cudnie chudnie (2021). Dla kanału Discovery Life prowadziła reportaż In vitro. Nauka czy cud (2020) oraz cykl dokumentalny In vitro. Nauka czy cud 2 (2022).

## Pozostałe przedsięwzięcia
Wydała dwie książki nakładem Wydawnictwa Prószyński Media: In vitro. Rozmowy intymne (2019) i Świadoma mama. Praktyczna wiedza i porady (2020).
Wystąpiła w kampanii promocyjnej sieci stacji BP (2014) oraz kampaniach reklamowych środków czystości „Sidolux” i „Perlux” (2014) i ręczników papierowych Foxy (2015). W 2017 z Radosławem Majdanem wystąpiła w spocie reklamowym sieci telefonii komórkowej Plus. Wzięła udział w kampanii reklamowej sieci sklepów Biedronka (2017), kosmetyków do włosów Schwarzkopf Gliss (2020) i środków do dezynfekcji firmy „Sanytol” (2021). 
Była ambasadorką sieci handlowej Pasaże Tesco (2017), marek kosmetycznych Avon (2018) i Clarins (2023) oraz marki produkującej urządzenia małego AGD Teesa (2019). Sygnuje swoim wizerunkiem firmę cateringową MRM Catering i markę odzieżową Mrs. Drama.
W 2021 miały premierę filmy Druga połowa, w którym wcieliła się w dziennikarkę Olę oraz Miłość, seks & pandemia, w którym zagrała jedną z głównych ról jako fotograf Nora.
W 2022 wraz z politykami Koalicji Obywatelskiej i lekarzami zainaugurowała zbiórkę podpisów pod Obywatelskim Projektem Ustawy, którego za zadaniem jest m.in. przywrócenie refundacji in vitro przez państwo; w ramach tej działalności została także wiceprzewodniczącą Komitetu Inicjatywy Ustawodawczej „Tak dla in vitro”. 15 czerwca 2023 wygłosiła w Sejmie przemówienie na temat in vitro.

## Życie prywatne
W czasie studiów poślubiła prawnika Łukasza Bukaczewskiego, a małżeństwo zakończyło się rozwodem. W 2003 została żoną aktora Jacka Rozenka, z którym ma dwóch synów: Stanisława (ur. 4 czerwca 2006) i Tadeusza (ur. 24 maja 2010). 17 kwietnia 2013 się rozwiedli.
Od 2013 związana jest z Radosławem Majdanem, którego poślubiła 10 września 2016. 10 czerwca 2020 urodził się ich syn, Henryk.

## Publikacje

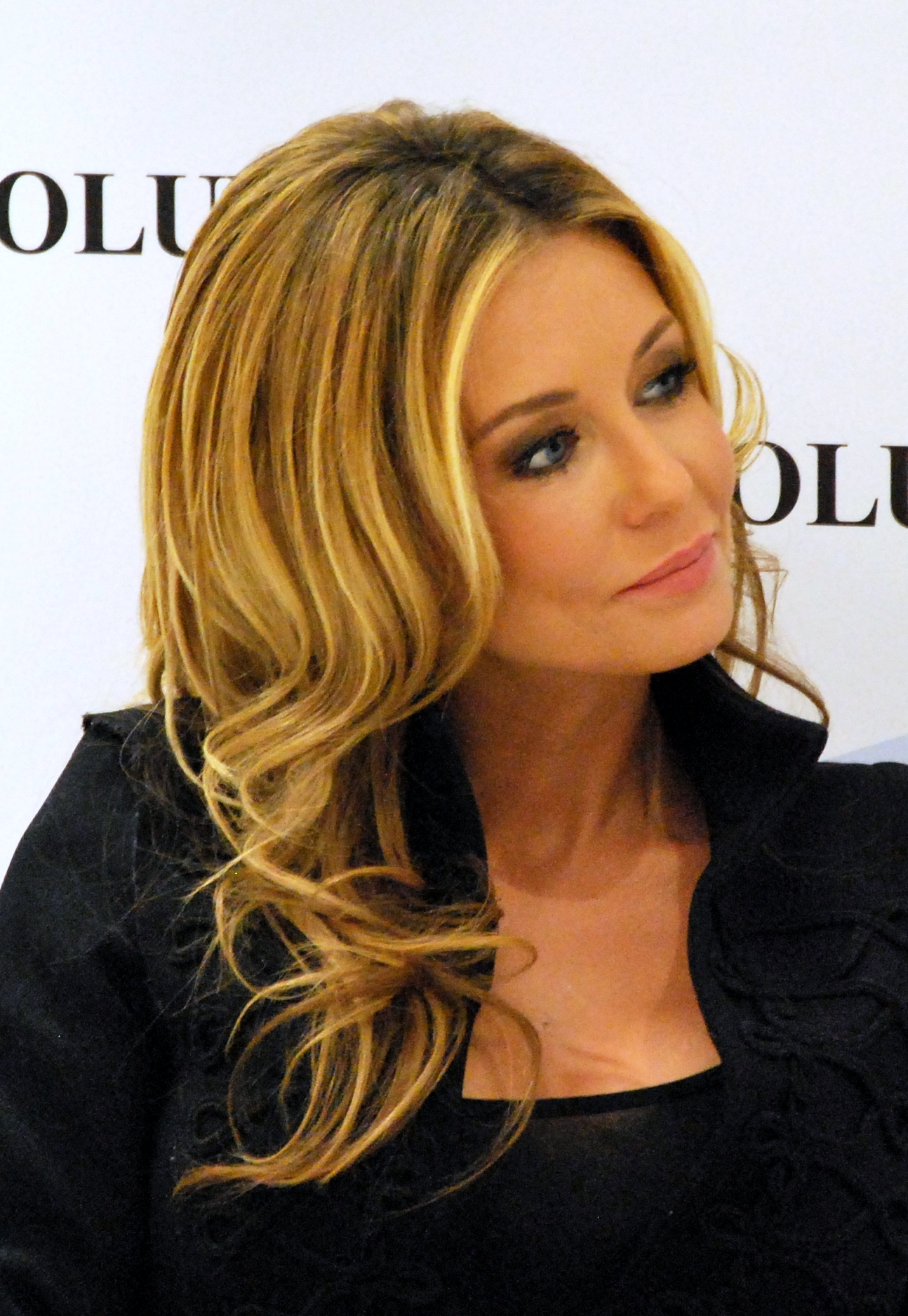
Małgorzata Rozenek, 2014

- Perfekcyjna pani domu. Poradnik (2013, Wydawnictwo Pascal)
- Perfekcyjny ogród. Poradnik (2014, Wydawnictwo Pascal)
- Perfekcyjny rok z perfekcyjną panią domu (2014, Wydawnictwo Pascal)
- Jak dbać o siebie perfekcyjnie (2015, Wydawnictwo Pascal)
- Perfekcyjny organizer (2016, Wydawnictwo Pascal)
- Perfekcyjne maniery (2016, Wydawnictwo Pascal)
- Perfekcyjny ślub (2017, Wydawnictwo Pascal)
- In vitro. Rozmowy intymne (2019, Prószyński Media)
- Świadoma mama. Praktyczna wiedza i porady (2020, Prószyński Media)

## Nagrody i nominacje
- Nominacja do Telekamer 2013 dla programu Perfekcyjna pani domu w kategorii: Program rozrywkowy/Teleturniej[54]
- Nagroda Plejada Top Ten 2013 w kategorii: Debiut roku[55]
- Nominacja do nagrody Plejada Top Ten 2014 w kategorii: Wydarzenie roku[56]
- Nominacja do nagrody Klaps w plebiscycie Niegrzeczni 2015 w kategorii: Osobowość TV[57]
- Nominacja do nagrody Gwiazda Plejady w kategorii: Metamorfoza roku[58]
- Nagroda specjalna magazynu „Show” w plebiscycie Gwiazdy Dobroczynności (2019)[59]
- Nagroda w plebiscycie ShEO Awards 2021 w kategorii Przełamywanie stereotypów[60]
- #Hashtag Roku w kategorii Power Influencer (2021) na gali organizowanej przez See Bloggers[61]
- 2. miejsce w rankingu „100 najcenniejszych kobiecych marek osobistych” (2022) sporządzonym przez dwumiesięcznik „Forbes Women”, w którym jej ekwiwalent reklamowy wyceniono na 207 952 179 zł[62]
- Nagroda w plebiscycie Kobieta Roku „Glamour” w kategorii „Misja” (2023)[63]
- SuperGwiazda Plejady (2025)[64]

## Filmografia
| Rok  | Tytuł                   | Rola           | Dodatkowe informacje                                           | Źródło |
| ---- | ----------------------- | -------------- | -------------------------------------------------------------- | ------ |
| 2021 | Druga połowa            | Ola Wallenberg | –                                                              | [ 44 ] |
| 2021 | Miłość, seks & pandemia | Nora           | zagrała również w serialu o tym samym tytule opartym na filmie | [ 44 ] |